# Associazione Sportiva Calcio Viareggio 1969-1970
Questa voce raccoglie le informazioni riguardanti l'Associazione Sportiva Calcio Viareggio nelle competizioni ufficiali della stagione 1969-1970.

## Stagione
Tredicesima stagione di Serie C, III livello. Dopo il brillante campionato della scorsa stagione, i tifosi sperano ancora di lottare per le zone alte della classifica. Ma la dirigenza non ha risorse economiche per allestire uno squadrone. Piuttosto punta su giovani di belle speranze. Arriva la tranquilla salvezza, è quello che conta. Ultimo campionato con Quinto Bertoloni in panchina. Ultimo campionato da giocatore per Eugenio Fascetti, viareggino, che in seguito allenerà in Serie A.

## Rosa
| N. |                   | Ruolo | Calciatore         |
| -- | ----------------- | ----- | ------------------ |
|    | Italia (bandiera) | P     | Nello Banfi        |
|    | Italia (bandiera) | D     | Valerio Bertini    |
|    | Italia (bandiera) | D     | Franco Bonavita    |
|    | Italia (bandiera) | D     | Remo Bonzi         |
|    | Italia (bandiera) | A     | Luigi Buglioni     |
|    | Italia (bandiera) | D     | Rolando Coscetti   |
|    | Italia (bandiera) | D     | Edoardo Cupisti    |
|    | Italia (bandiera) | A     | Sergio Dossena     |
|    | Italia (bandiera) | C     | Eugenio Fascetti   |
|    | Italia (bandiera) | C     | Giorgio Fasoli     |
|    | Italia (bandiera) | A     | Giovanni Ferradini |

| N. |                   | Ruolo | Calciatore       |
| -- | ----------------- | ----- | ---------------- |
|    | Italia (bandiera) | C     | Luigi Ferrari    |
|    | Italia (bandiera) | A     | Luca Giannini    |
|    | Italia (bandiera) | D     | Francesco Gozza  |
|    | Italia (bandiera) | D     | Mario Morosini   |
|    | Italia (bandiera) | P     | Roberto Papini   |
|    | Italia (bandiera) | D     | Giuliano Pardini |
|    | Italia (bandiera) | P     | Walter Pontel    |
|    | Italia (bandiera) | C     | Lorenzo Rossi    |
|    | Italia (bandiera) | D     | Alberto Torioni  |
|    | Italia (bandiera) | D     | Roberto Turchi   |
|    | Italia (bandiera) | A     | Claudio Veronesi |
|    | Italia (bandiera) | D     | Bruno Virga      |